# Штраус, Томас
Томас Штраус (нем. Thomas Strauß, род. 15 декабря 1953, Берлин) — немецкий гребец, бронзовый призёр летних Олимпийских игр 1976 в двойках, участник чемпионата мира 1975 года, двукратный призёр чемпионата Германии.

## Биография
В 1975 году Томас Штраус стал серебряным призёром чемпионата Германии в зачёте четвёрок с рулевым, а также бронзовым в двойках с рулевым. В том же году Штраус в составе восьмёрки принял участие в чемпионате мира в Ноттингеме. Немецкий экипаж не смог дойти до главного финала, выбыв в полуфинале. В утешительном заезде немецкая восьмёрка пришла к финишу первой, заняв итоговое 7-е место
На летних Олимпийских играх 1976 года в Монреале Томас Штраус выступал в двойках распашных без рулевого в паре с Петером ван Ройе. На предварительных стадиях немецкий экипаж с большим трудом пробивался в следующий раунд, заканчивая дистанцию на грани выбывания из борьбы за медали. В финале Штраус и ван Ройе смогли по ходу дистанции выйти на третью позицию, которую и сохранили до финиша, отстав от серебряных призёров более чем на 3 секунды, но при этом выиграв у четвёртого места 4,14 с.